# Чавдар (област Смолян)
 Тази статия е за селото в община Доспат.  За други значения вижте Чавдар.  
Чавдàр е село в Южна България. То се намира в община Доспат, област Смолян.

## География
Село Чавдар се намира в планински район на 14,2 km от общинския център град Доспат в посока юг/югоизток.

## История
Според Стефан Захариев към средата на 19 век Чавдар има 160 жители в 50 къщи, които предимно са помаци. Според Любомир Милетич към 1912 година населението на село Чавдар (Чавдармахале) се състои от помаци. В документ от главното мюфтийство в Истанбул, изброяващ вакъфите в Княжество България, допринасяли в полза на ислямските религиозни, образователни и благотворителни институции в периода 16 век – 1920 година, съставен в периода от 15.09.1920 до 03.09.1921 година, като вакъфско село се споменава и Чавдар (Çavdar mahalle).
Село Чавдар е известно повече с граничната застава „Чавдар“, в района на която се намира тъй нареченото „Сито“ – представлява вълнообразна линия на границата, при която много нарушители напускали България и след това отново пресичали граничната бразда и попадали право в ръцете на граничарите.
В нощта на 26 срещу 27 септември 1913 година помашки чети от селата Ваклиново, Вълкосел, Доспат и Кочан извършват нападение срещу заставата на граничната стража в село Чавдар. Освен това свещеникът и секретар-бирникът в селото са били убити 

## Религии
Една част от населението изповядва традиционен ислям и малка част православно християнство. В селото има само джамия.

## Обществени институции
- Кметство
- ОУ „Васил Левски“
- Читалище

## Културни и природни забележителности
В селото има читалище, което се намира в новопостроената сграда сграда на ОУ „Васил Левски“. В училището се обучават около 50 ученици. В района на селото са открити няколко старинни селища от тракийско, римско и византийско време.

## Редовни събития
През 2018 и 2019 г. в селото се провежда индивидуалното първенство по шахмат на България за жени.

В последната събота и неделя на август има събор в гр. Доспат. 